# Diocèse de Ciudad Obregón
Le diocèse de Ciudad Obregón (en latin : Dioecesis Civitatis Obregonensis ; en espagnol : Diócesis de Ciudad Obregón) est un diocèse de l'Église catholique du Mexique, suffragant de l'archidiocèse de Hermosillo.

## Territoire

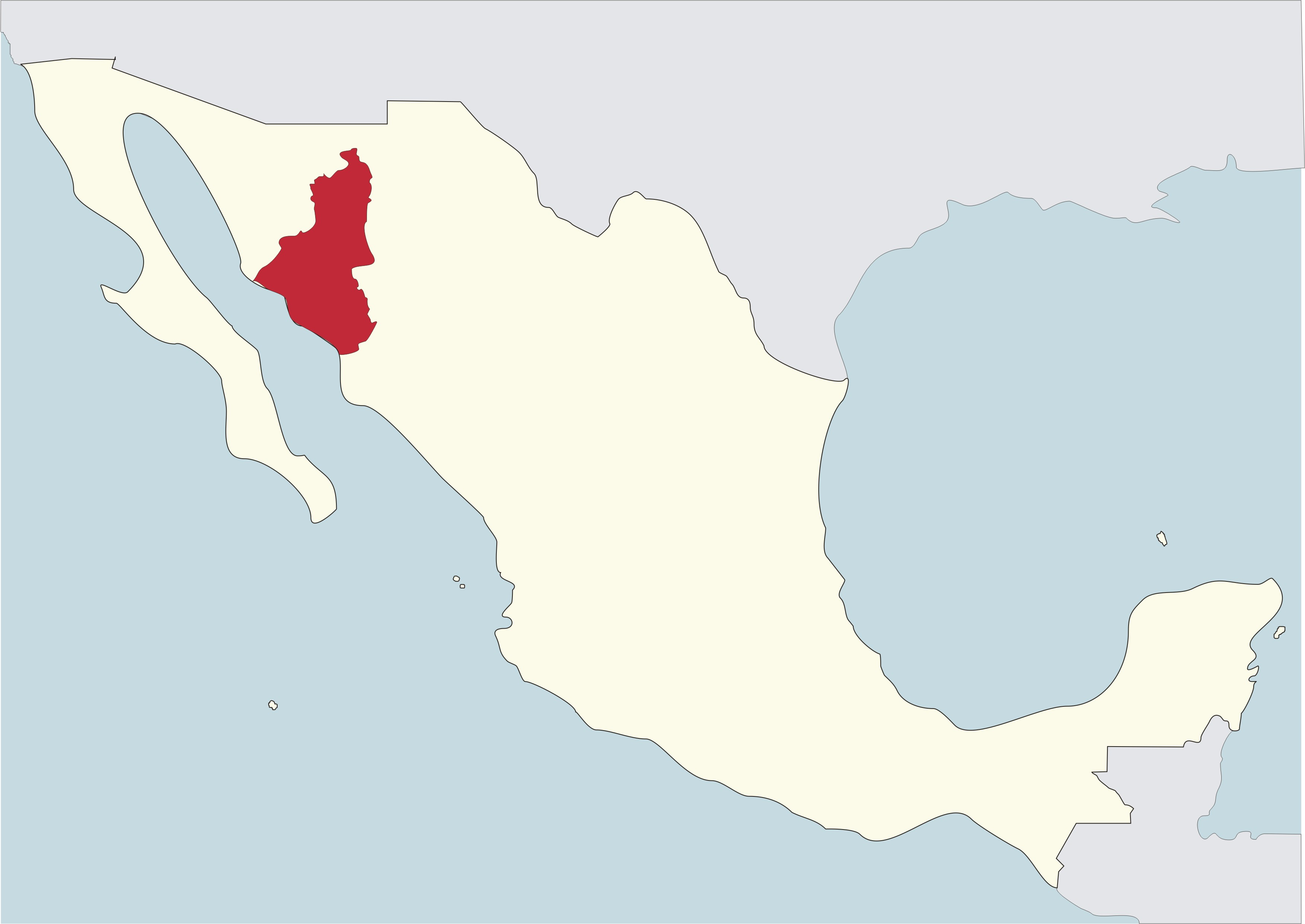
Le diocèse de Ciudad Obregón en rouge sur la carte du Mexique

Il comprend 36 municipalités de l'État de Sonora ce qui correspond à un territoire d'une superficie de 88 350 km2 divisé en 69 paroisses. Le siège épiscopal est dans la ville de Ciudad Obregón où se trouve la cathédrale du Sacré-Cœur-de-Jésus (es).

## Historique
Le diocèse est érigé le 20 juin 1959 par la constitution apostolique Cum petiisset du pape Jean XXIII en prenant une partie du territoire du diocèse de Sonora (aujourd'hui archidiocèse de Hermosillo).
Nommé suffragant de l'archidiocèse de Chihuahua lors de sa création, il intègre la province ecclésiastique de Hermosillo le 13 juillet 1963 par la constitution apostolique Mexicana natio du pape Paul VI.
Il cède une portion de son territoire le 25 avril 1966 pour l'érection de la prélature territoriale de Madera (aujourd'hui diocèse de Cuauhtémoc-Madera). À la suite du décret Quo aptius du 7 octobre 1982 de la congrégation pour les évêques, il étend sa compétence sur la municipalité de Yécora, qui appartenait auparavant à la prélature territoriale de Madera.

## Évêques
- José de la Soledad Torres y Castañeda (28 novembre 1959 - 4 mars 1967)
- Miguel González Ibarra (15 juillet 1967 - 14 novembre 1981)
- Luis Reynoso Cervantes (15 juillet 1982 - 17 août 1987), nommé évêque de Cuernavaca
- Vicente García Bernal (30 mars 1988 - 8 novembre 2005)
- Juan Manuel Mancilla Sánchez (8 novembre 2005 - 18 juin 2009), nommé évêque de Texcoco
- Felipe Padilla Cardona (1 octobre 2009 - 15 septembre 2020)
- Rutilo Felipe Pozos Lorenzini, depuis le 15 septembre 2020